# Grande Mosquée de Tongxin
La Grande Mosquée de Tongxin (chinois simplifié : 同心清真大寺 ; pinyin : tóngxīn qīngzhēn dàsì) est une mosquée située sur le Xian de Tongxin, dans la ville-préfecture de Wuzhong, province du Ningxia, en République populaire de Chine, dont la construction a commencé au XIVe siècle, durant la dynastie Ming. C'est la plus ancienne et la plus vaste mosquée du Ningxia.
Elle est classée depuis 1988 dans les Sites historiques et culturels majeurs protégés au niveau national (3-136).